# Dorotea Bárcena
Dorotea Bárcena   (Oviedo, 9 de juliol de 1944 - 22 de novembre de 2016) nom artistic d'Adoración Sánchez Bárcena, va ser una actriu, dramaturga i directora de teatre.

## Biografia
Diplomada en magisteri, va abandonar molt ràpid les funcions docents en el Col·legi dels Pares Jesuïtes de Vigo per dedicar-se de plenament al teatre, participant en 1970 en la creació, amb Julio Lago, del grup Esperpento Teatre Xove, un dels grups més actius de l'incipient teatre independent gallec. En aquest grup va dirigir els espectacles Les bicicletes (1972, sobre un text d'Antonio Martínez Ballesteros), Històries del Zoo (1973, sobre un text d'Edward Albee) i L'Orgia (1973, sobre un text d'Enrique Buenaventura) i participa com a actriu en altres propostes com Els opositors, El venedor de peix o L'home que es va convertir en gos, a partir de textos d'Antonio Martínez Ballesteros, Miguel Cobaleda i Oswaldo Dragún, amb direcció de Julio Lago.
Va participar al mateix temps en la direcció i coordinació de les Jornades de Teatre que Esperpento Teatre Xove organitza a Vigo i que suposa la presentació a la ciutat de companyies com Els Joglars, Els Comediants, Ditirambe, José Luis Gómez, Aquelarre, Esperpento (a Sevilla), TEI (a Madrid), Gangarilla, Caterva, A-71, Plutja, La Picota, Teatre de la Ribera, Cisalla, Teatre del Mar, Teatre del Migdia o PTV.
El 1985 va participar com a actriu en el primer espectacle de Teatre de l'Atlántico, Xoana, creat a partir d'un text de Manuel Lourenzo amb direcció del propi Julio Llac. Va col·laborar en dramatúrgia i com a ajudant d'adreça del primer espectacle del Centro Dramático Galego, Woyzeck, dirigit per Julio Lago a partir del text amb el mateix nom de Georg Büchner, estrenat el 1984 i en 1985 va dirigir Follas Novas, una dramatúrgia pròpia a partir del poemari amb el mateix nom de Rosalía de Castro.
Amb la companyia Medusa va representar l'obra Mulliéribus, de la que també era a autora, en 1987 amb la direcció de Fernanda Lapa.
També en 1987 va fundar la companyia Teatro de la Luna, en la qual va desenvolupar treballs com dramaturga, actriu i directora d'escena com en Sigrid era sólo una muñeca rota en 1989, Cabaret Al otro lado en 1991, o De picas, cruces y carabelas. Farsa de conquIsta i encomedas també en 1991.
Durant 1988 va ser directora del Centro Dramático Galego. Posteriorment va realitzar treballs amb el Centre Dramàtic Nacional, participant en l'espectacle Martes de carnaval a partir de la coneguda obra de Ramón María del Valle-Inclán i dirigit per Mario Gas en 1995; amb La Factoria Teatre a La casa de América (1998, sobre un text d'Edward Thomas amb direcció de Cristina Domínguez) i amb el CDG en Xelmírez o la groria de Compostela (1999, sobre un text de Daniel Cortezón, amb direcció de Roberto Vidal Bolaño).
Els seus treballs estan marcats per la immediatesa de la posada en escena però també per la necessitat de crear històries des d'una perspectiva de la dona i d'explicar-les utilitzant un altre punt de vista.
Cal destacar, a més del descrit anteriorment, la varietat de les seves múltiples col·laboracions i treballs en àmbits variats com en cinema i televisió i els diversos premis rebuts al llarg de tota la seva trajectòria professional.

## Obra

### Teatre

#### Com a actriu
- La casa de la América (com "Mare", amb la Factoria Teatre; obra d'Edward Thomas, direcció de Cristina Domínguez Dapena).[9]
- Regalo de sombras (com "Rosalía", amb el Centro Dramático Galego, obra i direcció de Roberto Vidal Bolaño).[10]
- Xoana (amb Teatro del Atlántico; obra de Manuel Lourenzo, direcció de Julio Lago).[11][12]
- De Piques, Creus i Caravel·les. Farsa de Conquista y Encargos (amb Teatro de Luna, obra i direcció de Roberto Salgueiro).[13]
- Últimamente no duermo nada (amb Teatro de Luna, obra de Alber Ponte, direcció de Gina Piccirilli).[14]
- Un cráneo agujereado (com "Mary Rafferty", amb Excéntricas Producciones Teatrales; obra de Martin McDonagh, direcció de Quico Cadaval).[15]

#### Com a autora
- El Agnus Di de una madre (com a "Mare", amb Teatre De Mari Gaila, coautora amb Julio Lago)[16]
- Mulliéribus (com a "Reina", amb la Companyia Medusa amb direcció de Fernanda Llepassa)[4]
- Sigrid era sólo una muñeca rota (amb Teatre de Luna)
- Cabaret Al otro lado (amb Teatro de Luna; també com a directora)
- La hermandad del Grial (amb Teatro de Luna; també com a directora)
- Celestina (Fantasia para juguetes) (amb Teatro de Luna; també com a directora)
- Entre bastidores (amb Teatro de Luna; també com a directora)
- Las Troianas (amb Teatro de Luna)
- Últimamente no duermo nada (amb Teatro de Luna)
- Con flores a María (amb Teatro de Luna; també com a directora)
- Medea (per a l'Olimpíada Cultural de Barcelona 92)
- Martes de Carnaval (amb el Centre Dramàtic Nacional)
- Casa de América (amb la Factoria Teatre)
- Kvetch: El rosmón (obra de Steven Berkoff, amb la companyia Teatro del Murciélago)
- Las mujeres del porvenir (amb Teatro de Luna amb direcció de Xan Cejudo).[17]

#### Com a directora
- La larga agonía de los centollos (amb Teatro de Luna, obra d'Ovidio L. Blanco).[18]
- Las bicicletas
- La orgia
- Historia del zoo[19]
- Follas Novas (amb el Centro Dramático Galego, obra de Rosalía de Castro).[20]

### Cinema i televisió
- Divinas palabras (Cinema, 1987)
- El pianista (1999, com Ramona Baquero)
- Los otros feriantes (Sèrie de la TVG)
- Martes de carnaval  (1991, TVE)
- La mujer de tu vida (TVE)
- El baile de lan ánimas (1993, com Dorotea)
- Pepa y Pepe (1995, TVE)
- ¿Quién da la vez? (1995, Antena3 TV)
- Don Juan Tenorio (TVE)
- Dame algo (Cinema, 1997 com Mare Superiora)
- Una estraña mirada (1998, com cantineira)
- Menudo es mi padre (Antena3 TV)
- Nada eres para siempre (Antena3 TV)
- Ilegal (2002, Sra. Rosario)
- Periodistas (Tele 5)
- Lentura (2004 com Àvia/Emparo)
- Ernesto en 10 minutos (2005)
- Maridos y mujeres (2006, TVG, com Gloria)
- El show de los Tonechos (2005-2008, per la TVG, com Amadora)
- Los muertos van a la presa (2008, com Maruxa)
- Escoba!
- Otro más (2011)
- Lobos de Arga (Cinema, 2011)

## Premis i esments
- Premi AGAPI a la Millor Interpretació Femenina per El baile de las ánimas.
- Premi de la Crítica de Galícia a l'apartat d'Iniciatives Culturals.
- Finalista com a millor autora teatral en gallec dels Premis MAX de les Arts Escèniques per l'obra Las mujeres del porvenir (2004).
- Premi d'Honra Marisa Soto 2006.[21]